# جوناثان كاي (لاعب غولف)
جوناثان كاي (بالإنجليزية: Jonathan Kaye)‏ هو لاعب غولف أمريكي، ولد في 2 أغسطس 1970 في دنفر في الولايات المتحدة.

## وصلات خارجية
- جوناثان كاي على موقع رابطة لاعبي الغولف المحترفين (الإنجليزية)
- جوناثان كاي على موقع التصنيف العالمي الرسمي للغولف (الإنجليزية)